# Реакции радикального присоединения
Реакции радикального присоединения — реакции присоединения, в которых атаку осуществляют свободные радикалы — частицы, содержащие один или несколько неспаренных электронов. При этом радикалы могут атаковать как другие радикалы, так и нейтральные частицы.
Реакции радикального присоединения обозначают AdR.
Реакции свободно-радикального присоединения характерны для алкенов, которые всегда вступают в них вместо реакций электрофильного присоединения в присутствии источника свободных радикалов.

## Механизм реакции
Механизм реакции радикального присоединения включает в себя следующие стадии:
1. Первая стадия — инициирование цепи. Она может начаться спонтанно, фотохимически, электрохимически, посредством нагревания или путём химического инициирования[2].
2. Вторая стадия — развитие цепи. На этой стадии радикалы реагируют с молекулами, образуя продукты реакции и новые радикалы.
3. Третья стадия — обрыв цепи или рекомбинация свободных радикалов.

Реакции радикального замещения ускоряются в условиях генерирования свободных радикалов и замедляются в присутствии веществ, улавливающих свободные радикалы.
Радикальное присоединение идёт против правила Марковникова (эффект Караша). Вызвано это повышенной стабильностью третичных, аллильных и некоторых других радикалов, образующихся при присоединении атакующего радикала в определённую позицию в молекуле.

## Типовые реакции радикального присоединения
1. Гидрогалогенирование.
{\displaystyle {\mathsf {R\!\!-\!\!CH\!\!=\!\!CH_{2}+HBr}}\rightarrow {\mathsf {R\!\!-\!\!CH_{2}\!\!-\!\!CH_{2}Br}}}
Возможность проведения присоединения по свободнорадикальному механизму реализуется только для HBr и в редких случаях для HCl.
2. Карбохлорирование.
{\displaystyle {\mathsf {R\!\!-\!\!CH\!\!=\!\!CH_{2}+COCl_{2}}}\rightarrow {\mathsf {R\!\!-\!\!CHCl\!\!-\!\!CH_{2}COCl}}}
3. Присоединение CCl4.
{\displaystyle {\mathsf {R\!\!-\!\!CH\!\!=\!\!CH_{2}+CCl_{4}}}\rightarrow {\mathsf {R\!\!-\!\!CHCl\!\!-\!\!CH_{2}\!\!-\!\!CCl_{3}}}}
4. Присоединение карбоновых кислот.
{\displaystyle {\mathsf {R\!\!-\!\!CH\!\!=\!\!CH_{2}+R'COOH}}\rightarrow {\mathsf {R\!\!-\!\!CH_{2}\!\!-\!\!CH_{2}COOR'}}}
Реакция идёт в присутствии ацилпероксидов и катализируется медью.
5. Присоединение гидросульфита натрия.
{\displaystyle {\mathsf {R\!\!-\!\!CH\!\!=\!\!CH_{2}+NaHSO_{3}}}\rightarrow {\mathsf {R\!\!-\!\!CH_{2}\!\!-\!\!CH_{2}SO_{3}Na}}}
6. Термическое присоединение алканов.
{\displaystyle {\mathsf {R\!\!-\!\!CH\!\!=\!\!CH_{2}+R'H}}\rightarrow {\mathsf {R\!\!-\!\!CH_{2}\!\!-\!\!CH_{2}R}}}
7. Присоединение карбенов.
8. Реакция Симмонса-Смита.